# Räcknitz
Räcknitz ist ein Stadtteil in Dresden im Stadtbezirk Plauen und Teil des statistischen Stadtteils Räcknitz/Zschertnitz. Er liegt südlich und relativ nah an der Innenstadt am Beginn der Fernstraße nach Teplitz (Böhmen), einem Erzgebirgspass.
Räcknitz grenzt an die Stadtteile Plauen, Kleinpestitz, Zschertnitz und Südvorstadt. 

## Geschichte

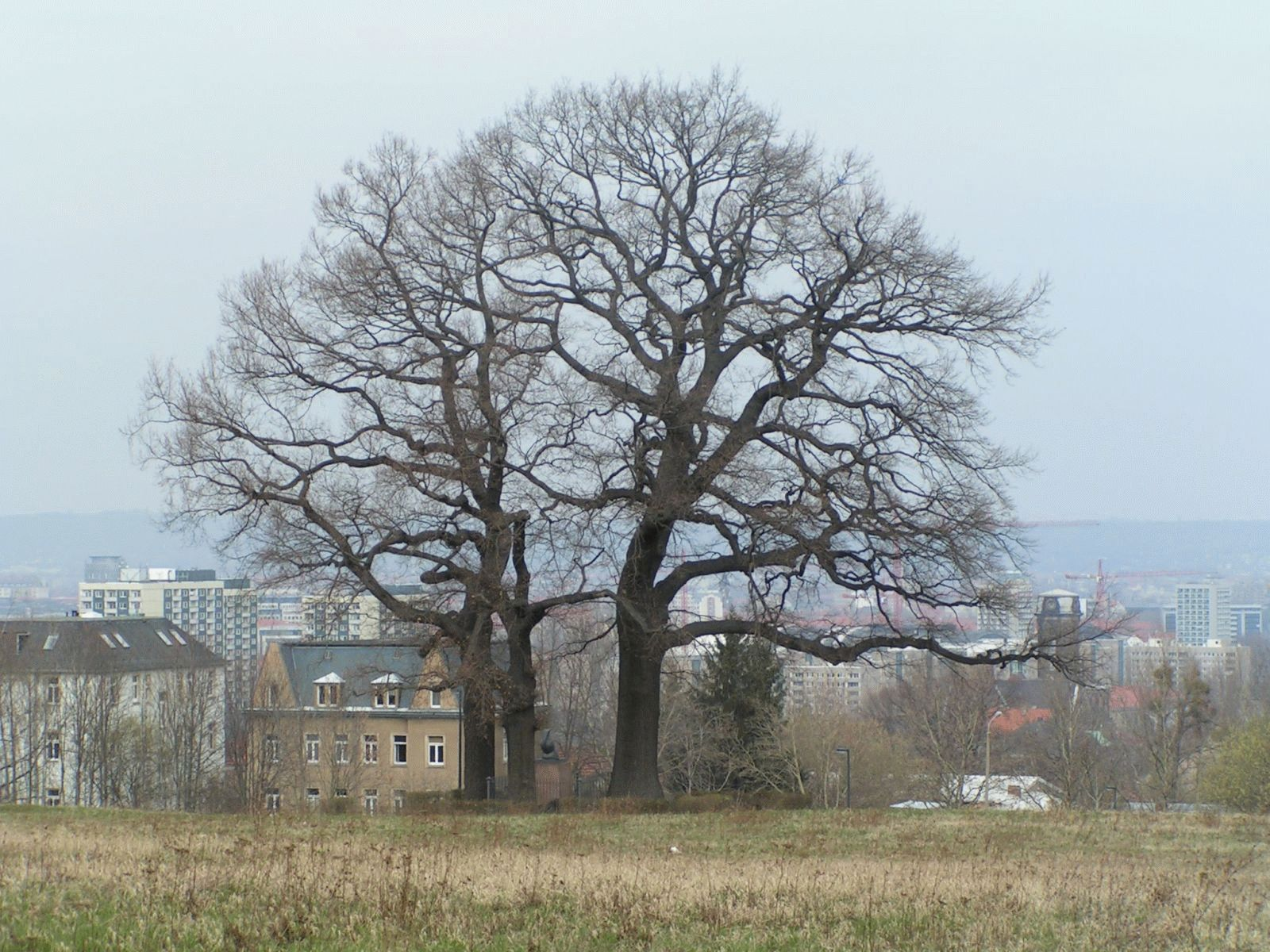
Das Moreau-Denkmal

Räcknitz wurde 1305 als „Rekenicz“ (Leute des/der Rekon) ersterwähnt. Über bürgerliche Güter wurde Räcknitz schon sehr früh an die Stadt Dresden gebunden und später vom Rat der Stadt Dresden gekauft und verpachtet.
Entscheidende Gefechte der Schlacht um Dresden in den Befreiungskriegen am 26. und 27. August 1813 fanden auf den Räcknitzer Fluren statt. Der auf russischer Seite kämpfende Widersacher Napoleons, Jean-Victor Moreau, wurde dabei schwer verwundet und starb später an den Verletzungen. An ihn erinnert das von drei Eichen umstandene Moreau-Denkmal südöstlich oberhalb des Dorfkerns von Räcknitz. Dieses besteht aus einem Syenitwürfel, auf dem ein eiserner antiker Helm nebst Lorbeerkranz und Schwert ruhen. Die Inschrift lautet: „Moreau der Held fiel hier an der Seite Alexanders den 27. Aug. 1813“. Der Syenitwürfel ist der Überrest eines germanischen Opferfelsens, der vorher bei Meißen stand. Die drei Eichen sollen an die damals gegen Napoleon verbündeten Staaten Russland, Preußen und Österreich erinnern und gehören inzwischen zu den ältesten Gedenkbäumen in Dresden.
Als infolge des Bevölkerungswachstums des 19. Jahrhunderts die Kaitzer Schule nicht mehr ausreichend groß war, bildeten auf Initiative des Räcknitzer Gemeindevorstands 1892 die vier Gemeinden Kleinpestitz, Mockritz, Räcknitz und Zschertnitz einen Ausschuss für einen gemeinsamen Schulneubau, der zum Schuljahresbeginn 1893 eingeweiht wurde.
Beim Bau des Wasserwerks Tolkewitz (1896 bis 1898) wurden auf der Räcknitzhöhe zwei Hochbehälter zur Trinkwasserversorgung der linkselbischen Stadtteile errichtet. Um diese Anlagen zu sichern, wurde 1898 der Volkspark Räcknitz angelegt. Auf dessen Gelände wurde nach der internationalen Gartenbauausstellung 1936 eine Fingerblättrige Rosskastanie gepflanzt, die seit 1985 als Naturdenkmal unter Schutz steht.
Räcknitz wurde am 1. Juli 1902 nach Dresden eingemeindet und schließt sich im Süden an den Vorstadtring an. Mit dem Ausbau der Fernstraße 170 mussten immer wieder Gebäude abgerissen werden. Die Bundesstraße führt seit Mitte der 2000er Jahre zur Autobahnanschlussstelle „Dresden-Südvorstadt“ der damals neuerrichteten Autobahn 17.
In den Jahren 1904 bis 1906 wurde auf der Franzenshöhe, heute Ecke Moreauweg, Böllstraße, Bulgakowstraße, eine Bismarcksäule erbaut. Dieses Bauwerk befindet sich nur circa 50 Meter südlich des Moreau-Denkmals und wurde seit 2004 saniert und zum Aussichtsturm umgebaut. Im August 2008 wurde der Bismarckturm mit einem kleinen Fest wieder eingeweiht. Seitdem finden regelmäßige Veranstaltungen statt, beispielsweise geführte Sternbeobachtungen.

## Bebauung

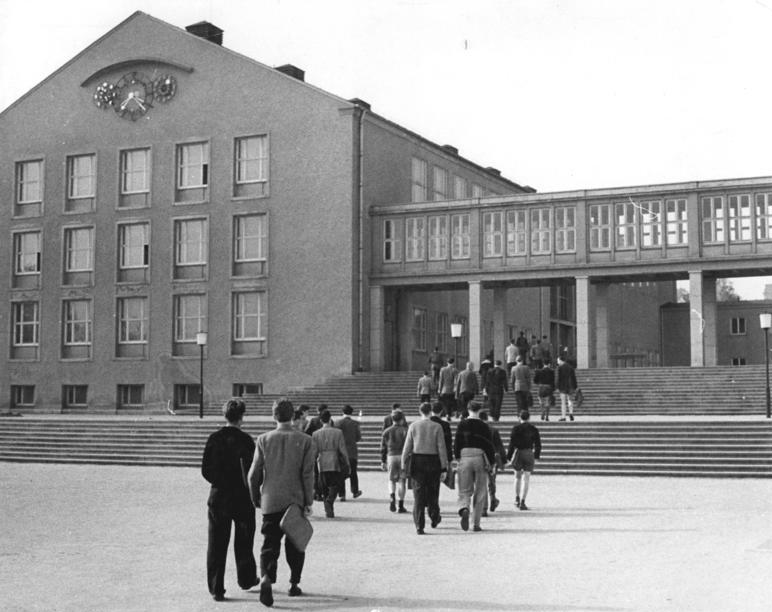
Trefftz-Bau der TU Dresden

Räcknitz besitzt einen erhaltenen Dorfkern östlich der Bergstraße, auf der die vierspurige Bundesstraße 170 verläuft. Diese Fernstraße entstand 1846 und löste die Dresden-Teplitzer Poststraßen ab, die weiter östlich das Erzgebirge umgingen.
Der Campus der Technischen Universität Dresden, der seit dem Ende des 19. Jahrhunderts in der Nähe von Räcknitz ausgebaut wird, befindet sich durch seine Ausdehnung teilweise auch in Räcknitz. Nicht nur die Universitätsleitung, sondern auch zahlreiche Fakultätsgebäude und das Hauptgebäude der Landes- und Universitätsbibliothek mit dem Buchmuseum liegen in der Gemarkung Räcknitz.
Die Alte Mensa Dresden befindet sich ebenfalls in Räcknitz.
Im Westen wurden einige Institutsgebäude der Max-Planck-Gesellschaft und Leibniz-Gemeinschaft erbaut. Im Süden davon schließt sich ein Viertel mit lockerer Villenbebauung an, das vor allem für das Lehrpersonal der Universität entstand.
Südlich der Bismarcksäule entstand in den 1980er Jahren ein Neubaugebiet, meist bekannt unter den Namen Neubaugebiet Räcknitzhöhe oder Neubaugebiet Südhöhe, errichtet aus Plattenbauten des Typs WBS 70/1440. Zentral liegt eine Blickachse, die durch die Ludwig-Renn-Allee gebildet wird und die von der Südhöhe direkt den Blick auf die Bismarcksäule leitet. Eine der Straßen dieses Gebietes trägt den Namen des Romanisten Victor Klemperer, dessen Tagebücher aus der Zeit 1933–1945, die in den 1990er Jahren erstmals öffentlich verlegt wurden, ihn deutschlandweit bekannt machten.